# Oderteich
De Oderteich is een dam in de Oder. De dam was tot het einde van de 19e eeuw de grootste dam van Duitsland.